# Нюрнбергский процесс по делу Эрхарда Мильха
Нюрнбергский процесс по делу Эрхарда Мильха (официально США против Эрхарда Мильха) — судебный процесс по делу бывшего фельдмаршала люфтваффе Эрхарда Мильха, обвиняемого в военных преступлениях и преступлениях против человечности. Всего обвинительное заключение включало три пункта обвинения. Процесс проходил с 2 января по 17 апреля 1947 года во Дворце юстиции в Нюрнберге.
Дело рассматривал Нюрнбергский военный трибунал в составе:
- Председатель — Роберт М. Тома из Детройта.
- Члены — Фицрой Дональд Филлипс из Северной Каролины, Майкл А. Мусманно из Питтсбурга, штат Пенсильвания, и Джон Спейт из Алабамы (в качестве запасного судьи).
- Защитниками на процессе выступали Фридрих Бергольд и Вернер Мильх (брат подсудимого)

Ему было предъявлено обвинение из трёх пунктов:
1. Заведомое совершение военных преступлений в виде организации предприятий с использованием рабского труда, а также в использовании военнопленных в боевых действиях в нарушение международных конвенций, законов и обычаев войны.
2. Сознательное и преднамеренное участие в смертельных медицинских экспериментах на людях без их согласия.
3. Ответственность за рабский труд и смертельные медицинские эксперименты, указанные в первых двух пунктам, за исключением того, что предполагаемые жертвы были гражданами Германии и гражданами других стран.

Мильх не признал себя виновным. 17 апреля 1947 года суд признал Мильха виновным по 1 и 3 пунктам обвинения и приговорил его к пожизненному тюремному заключению.
В 1951 году верховный комиссар Германии Джон Маклой заменил пожизненное заключение для Мильха 15 годами лишения свободы. В июне 1954 Мильх был освобождён досрочно.
Процесс Мильха был вторым из 12 последующих Нюрнбергских процессов.